# Сударсо, Йоши
Йоши Сударсо (индон. Yoshi Sudarso, полное имя — Йошуа Сударсо, индон. Yoshua Sudarso, 12 апреля 1989; Джакарта, Индонезия) — американский актёр индонезийского происхождения.

## Биография
Родился 12 апреля 1989 года в Индонезии, в семье индонезийцев китайского и японского происхождения. Его семья переехала в город  Серритос округа Лос-Анджелес и штата Калифорния, когда Сударсо было 12 лет.
Первоначально учился в Калифорнийском государственном университете в Лонг-Бич, обучаясь в области математики и бухгалтерского учёта. Позже перешёл на актёрское мастерство, снявшись во многих фильмах.
Наиболее известен тем, что играл роль Кода, Синего Рейнджера в телесериале Могучие Рейнджеры: Дино Заряд, в продолжении  Могучие Рейнджеры: Супер Дино Заряд и во многих других телесериалах и фильмах.

## Фильмография
| Год           | Квалификация                            | Бумага                 | Оценки                            | Ссылки |
| ------------- | --------------------------------------- | ---------------------- | --------------------------------- | ------ |
| 2010 год      | Легко                                   | Эрик Линг              | В титрах не указан                |        |
| 2013          | Моя жизнь как видеоигра                 | Убийца нубов           | 1 серия                           |        |
| 2014 год      | Это не ты, это я                        | Ян                     | телевизионный мини-сериал         |        |
| 2015 год      | Сюрикен Сентай Ниннингер                | Туристический          | 1 серия                           |        |
| 2015 год      | Суперсила побеждает                     | человек-паук           | 1 серия                           |        |
| 2015 год      | кв.210 Исповедальная                    | Джош Адриан            | телевизионный мини-сериал         |        |
| 2015–2016 гг. | Могучие Рейнджеры Дино Заряд            | Кода                   | Главный герой                     |        |
| 2016 год      | Морская полиция: Лос-Анджелес           | Аарон Ким              | 1 серия                           |        |
| 2016 год      | Агенты щита.                            | Агент Гидры            | 1 серия; в титрах не указан       |        |
| 2016–2019 гг. | Симпатичные чуваки                      | Сунджи                 | Главный герой                     |        |
| 2017 год      | КС под прикрытием                       | вражеский агент        | 1 серия                           |        |
| 2018 год      | потеря плавности речи                   | Шон                    | Короткий фильм                    |        |
| 2018 год      | Могучие Рейнджеры Гиперсила             | Джо Ши                 | Повторяющийся, 9 серий            |        |
| 2018 год      | Громовержцы                             | Хоккейный Гун Брок     | 1 серия                           |        |
| 2018 год      | Могучие Рейнджеры Супер Ниндзя Сталь    | Престон                | Главный герой («Кода», 3 эпизода) |        |
| 2018 год      | Баффало Бойз                            | Суво                   | Фильм                             |        |
| 2018 год      | Милли и Мамет: Ини Букан Синта и Рангга | Джеймс                 | Фильм                             |        |
| 2019 год      | Пустой по дизайну                       | Рамка                  | Фильм                             |        |
| 2019 год      | К вашим услугам                         | Бенсон Ву              | 1 серия                           |        |
| 2020 год      | Могучие Рейнджеры Звери Морферы         | Кода                   | 2 серии                           |        |
| 2020 год      | Мощность проекта                        | Кости-ножи             | В титрах не указан                |        |
| 2020 год      | Бумажные тигры                          | подросток Дэнни        | Фильм                             |        |
| 2020 год      | Аватар: Последний маг воздуха: Агни Кай | Зуко                   | фан-фильм                         | ]      |
| 2021 год      | Серигала Лангит                         | Герман «Ягуар»         | Фильм                             |        |
| 2022 год      | Закусочная Смерти                       | Смерть                 | Короткий фильм                    | ]      |
| 2022 год      | скоростной поезд                        | Старый молодой человек | Фильм                             |        |
| 2022 год      | Клинок 47 ронинов                       | Солнце                 | потоковое кино                    |        |
| 2023 год      | Побег от любви                          | Дэвид Хасен            | Фильм                             |        |